# ناصر بويش
ناصر بويش ولد في 1960 يونيو 8 في الجزائر العاصمة هو لاعب كرة قدم دولي جزائري سابق. وقد لعب معظم مسيرته مهاجماً لنادي مولودية الجزائر.ولقد ظهر 42 في تشكيلة المنتخب الوطني بين 1981-1986.

## الانجازات

### مع النادي

#### نادي مولودية الجزائر

##### الدوري الجزائر
- بطل : 1976، 1978، 1979

##### كأس الجزائر
- فائز : 1983

### مع المنتخب
- المرتبة الثالثة كأس الأمم الأفريقية لكرة القدم 1984

## روابط خارجية
- ناصر بويش على موقع ناشيونال فوتبول تيمز (الإنجليزية)
- ناصر بويش على موقع عالم كرة القدم.نت (الإنجليزية)